# Alexa Fluor
|                                                                                      | Couleur†     | Absorbption (nm) | Émission (nm) | MM (g/mol) | ε (cm-1M-1) |
| ------------------------------------------------------------------------------------ | ------------ | ---------------- | ------------- | ---------- | ----------- |
| Alexa Fluor 350                                                                      | bleu         | 346              | 442           | 410        | 19,000      |
| — 405                                                                                | violet       | 401              | 421           | 1028       | 34,000      |
| — 430                                                                                | vert         | 434              | 541           | 702        | 16,000      |
| — 488                                                                                | cyan-vert    | 495              | 519           | 643        | 71,000      |
| — 500                                                                                | vert         | 502              | 525           | 700        | 71,000      |
| — 514                                                                                | vert         | 517              | 542           | 714        | 80,000      |
| — 532                                                                                | vert         | 532              | 554           | 721        | 81,000      |
| — 546                                                                                | jaune        | 556              | 573           | 1079       | 104,000     |
| — 555                                                                                | jaune-vert   | 555              | 565           | ~1250      | 150,000     |
| — 568                                                                                | orange       | 578              | 603           | 792        | 91,300      |
| — 594                                                                                | orange-rouge | 590              | 617           | 820        | 90,000      |
| — 610                                                                                | rouge        | 612              | 628           | 1172       | 138,000     |
| — 633                                                                                | rouge        | 632              | 647           | ~1200      | 100,000     |
| — 647                                                                                | rouge        | 650              | 665           | ~1300      | 239,000     |
| — 660                                                                                | rouge        | 663              | 690           | ~1100      | 132,000     |
| — 680                                                                                | rouge        | 679              | 702           | ~1150      | 184,000     |
| — 700                                                                                | rouge        | 702              | 723           | ~1400      | 192,000     |
| — 750                                                                                | rouge        | 749              | 775           | ~1300      | 240,000     |
| — 790                                                                                | RNI          | 782              | 805           | ~1700      | 260,000     |
| † = couleur approximative du spectre d'émission ε = Coefficient d'extinction molaire |              |                  |               |            |             |

Alexa Fluor est le nom d'une gamme de fluorochromes produit par la société « Molecular Probes », filiale d'Invitrogen. Ces fluorochromes peuvent être couplés à des anticorps primaires ou secondaires, ou encore à des molécules permettant de révéler la structure cellulaire comme l'actine ou la tubuline.

## Histoire
Le nom « Alexa », provient d'Alex Haugland, fils des fondateurs de l'entreprise « Molecular Probes ».